# Szczepocice Prywatne
Szczepocice Prywatne – wieś w Polsce położona w województwie łódzkim, w powiecie radomszczańskim, w gminie Radomsko.

## Historia
Na przełomie XV i XVI wieku wieś nabył Jan Przerębski. Następnie stanowiła ona część kompleksu dóbr z siedzibą w Pławnie, aż do nacjonalizacji i parcelacji majątku po drugiej wojnie światowej. 
W latach 1975–1998 miejscowość administracyjnie należała do województwa piotrkowskiego.